# Tour de France 1925
| 19. Tour de France 1925 – Endstand |                     |                           |
| Streckenlänge                      | 18 Etappen, 5430 km | 18 Etappen, 5430 km       |
| Toursieger                         | Ottavio Bottecchia  | 219:10:18 h (24,775 km/h) |
| Zweiter                            | Lucien Buysse       | + 54:20 min               |
| Dritter                            | Bartolomeo Aimo     | + 56:37 min               |
| Vierter                            | Nicolas Frantz      | + 1:11:24 h               |
| Fünfter                            | Albert Dejonghe     | + 1:27:42 h               |
| Sechster                           | Theophile Beeckman  | + 2:24:43 h               |
| Siebenter                          | Omer Huyse          | + 2:33:38 h               |
| Achter                             | August Verdyck      | + 2:44:36 h               |
| Neunter                            | Félix Sellier       | + 2:45:59 h               |
| Zehnter                            | Federico Gay        | + 4:06:03 h               |

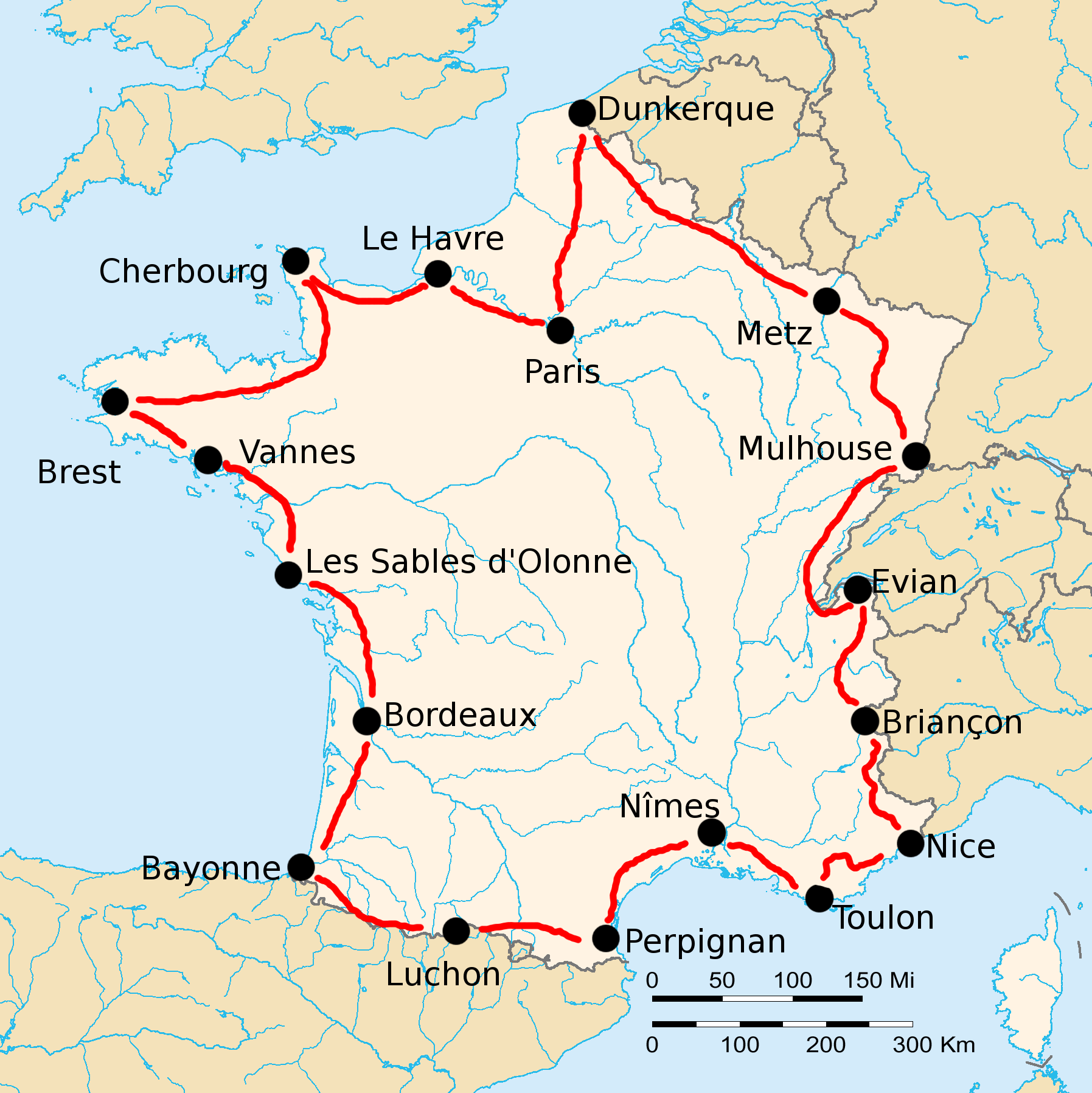
Streckenkarte der Tour de France 1925

Die 19. Tour de France fand vom 21. Juni bis 19. Juli 1925 statt.
Die Strecke verlief wie in den Vorjahren gegen den Uhrzeigersinn und hatte einen ähnlichen Kurs. Mülhausen und Évian-les-Bains waren zum ersten Mal Etappenorte. Insgesamt hatten die Fahrer auf den 18 Etappen 5430 km zurückzulegen. Damit wurde die Anzahl der Etappen der Tour erhöht, die Länge der Etappe jedoch verringert, sodass die Gesamtlänge etwa gleich blieb. 130 Fahrer nahmen an dieser Rundfahrt teil, immerhin 49 wurden auch gewertet.

## Rennverlauf
Wie schon bei der Tour de France 1924 gewann Ottavio Bottecchia die erste Etappe und übernahm die Führung, musste sie nach der zweiten Etappe jedoch wieder abgeben. In den Pyrenäen wurde Bottecchia dann doch seiner Favoritenrolle gerecht und eroberte nach zwei Etappensiegen die Gesamtführung zurück. Insgesamt gewann der Italiener vier Teilstücke. Die Durchschnittsgeschwindigkeit des Siegers betrug 24,775 km/h.
In der Gesamtwertung hatte Bottecchia einen komfortablen Vorsprung auf Lucien Buysse und Bartolomeo Aimo, die sich einen engen Kampf um den zweiten Platz lieferten. Auf den ersten Plätzen der Gesamtwertung konnte sich kein Franzose platzieren, bester heimischer Radrennfahrer war am Ende Romain Bellenger als Elfter.

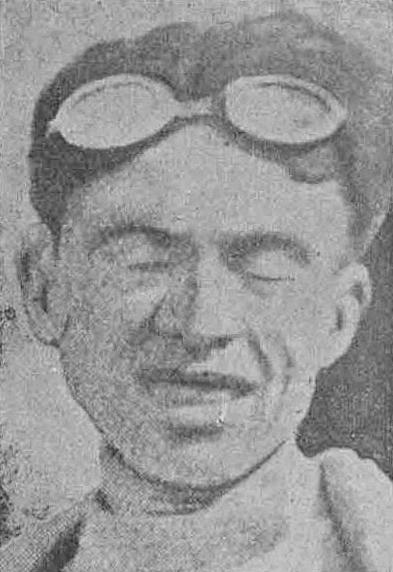
Ottavio Bottecchia nach der Tour de France 1925

## Die Etappen
| Etappen    | Start – Ziel                   | km  | Etappensieger      | Gelbes Trikot      |
| ---------- | ------------------------------ | --- | ------------------ | ------------------ |
| 1. Etappe  | Paris – Le Havre               | 340 | Ottavio Bottecchia | Ottavio Bottecchia |
| 2. Etappe  | Le Havre – Cherbourg           | 371 | Romain Bellenger   | Ottavio Bottecchia |
| 3. Etappe  | Cherbourg – Brest              | 405 | Louis Mottiat      | Adelin Benoît      |
| 4. Etappe  | Brest – Vannes                 | 208 | Nicolas Frantz     | Adelin Benoit      |
| 5. Etappe  | Vannes – Les Sables-d’Olonne   | 204 | Nicolas Frantz     | Adelin Benoit      |
| 6. Etappe  | Les Sables-d’Olonne – Bordeaux | 293 | Ottavio Bottecchia | Adelin Benoit      |
| 7. Etappe  | Bordeaux – Bayonne             | 189 | Ottavio Bottecchia | Ottavio Bottecchia |
| 8. Etappe  | Bayonne – Luchon               | 326 | Adelin Benoit      | Adelin Benoit      |
| 9. Etappe  | Luchon – Perpignan             | 323 | Lucien Buysse      | Ottavio Bottecchia |
| 10. Etappe | Perpignan – Nîmes              | 215 | Theophile Beeckman | Ottavio Bottecchia |
| 11. Etappe | Nîmes – Toulon                 | 215 | Lucien Buysse      | Ottavio Bottecchia |
| 12. Etappe | Toulon – Nizza                 | 280 | Lucien Buysse      | Ottavio Bottecchia |
| 13. Etappe | Nizza – Briançon               | 275 | Bartolomeo Aimo    | Ottavio Bottecchia |
| 14. Etappe | Briançon – Évian-les-Bains     | 303 | Hector Martin      | Ottavio Bottecchia |
| 15. Etappe | Évian-les-Bains – Mülhausen    | 373 | Nicolas Frantz     | Ottavio Bottecchia |
| 16. Etappe | Mülhausen – Metz               | 334 | Hector Martin      | Ottavio Bottecchia |
| 17. Etappe | Metz – Dunkerque               | 433 | Hector Martin      | Ottavio Bottecchia |
| 18. Etappe | Dunkerque – Paris              | 343 | Ottavio Bottecchia | Ottavio Bottecchia |